# Primera División de Chile 1986
Primera División de Chile 1986 var den chilenska högstaligan i fotboll för herrar för säsongen 1986, som slutade med att Colo-Colo vann för femtonde gången.

## Kvalificering för internationella turneringar
- Copa Libertadores 1987
  - Vinnaren av Primera División: Colo-Colo
  - Vinnaren av Liguilla Pre-Libertadores: Cobreloa

## Sluttabell
| Plac. | Lag                  | S  | V  | O  | F  | GM | IM | MSK | Poäng |
| ----- | -------------------- | -- | -- | -- | -- | -- | -- | --- | ----- |
| 1     | Colo-Colo            | 34 | 19 | 10 | 5  | 49 | 23 | 26  | 48    |
| 2     | Palestino            | 34 | 18 | 12 | 4  | 63 | 42 | 21  | 48    |
| 3     | Cobreloa             | 34 | 15 | 14 | 5  | 53 | 28 | 25  | 44    |
| 4     | Cobresal             | 34 | 13 | 14 | 7  | 53 | 35 | 18  | 40    |
| 5     | Huachipato           | 34 | 15 | 10 | 9  | 50 | 38 | 12  | 40    |
| 6     | Universidad Católica | 34 | 15 | 8  | 11 | 56 | 41 | 15  | 38    |
| 7     | Naval                | 34 | 12 | 14 | 8  | 41 | 35 | 6   | 38    |
| 8     | Universidad de Chile | 34 | 14 | 7  | 13 | 41 | 40 | 1   | 35    |
| 9     | Deportes Concepción  | 34 | 10 | 15 | 9  | 40 | 44 | -4  | 35    |
| 10    | San Luis             | 34 | 7  | 17 | 10 | 39 | 43 | -4  | 31    |
| 11    | Deportes Iquique     | 34 | 8  | 15 | 11 | 35 | 44 | -9  | 31    |
| 12    | Fernández Vial       | 34 | 7  | 16 | 11 | 34 | 37 | -3  | 30    |
| 13    | Unión Española       | 34 | 9  | 12 | 13 | 45 | 51 | -6  | 30    |
| 14    | Everton              | 34 | 6  | 17 | 11 | 33 | 38 | -5  | 29    |
| 15    | Rangers              | 34 | 6  | 17 | 11 | 33 | 42 | -9  | 29    |
| 16    | Unión San Felipe     | 34 | 8  | 13 | 13 | 37 | 50 | -13 | 29    |
| 17    | Audax Italiano       | 34 | 4  | 11 | 19 | 28 | 70 | -42 | 19    |
| 18    | Magallanes           | 34 | 5  | 8  | 21 | 38 | 67 | -29 | 18    |

|  | Kvalificerade för mästerskapsfinal.           |
|  | Kvalificerade till Liguilla Pre-Libertadores. |
|  | Nedflyttade till Segunda División.            |

### Final
|  | 28 januari 1987 | Colo-Colo | 2–0 | Palestino | Estadio Nacional, Santiago                 |  |
|  |                 |           |     |           | Publik: 73 967 Domare: Salvador Imperatore |  |
|  |                 |           |     |           |                                            |  |
|  |                 |           |     |           |                                            |  |

| Primera División Vinnare av Primera División 1986 |
| ------------------------------------------------- |
| Chile                                             |
| Colo-Colo 15:e titeln                             |

## Liguilla Pre-Libertadores
Kvalificeringskriterierna är okända. Vinnaren skulle ställas mot Universidad Católica för att spela om en plats i Copa Libertadores 1985, men eftersom Universidad Católica vann så spelades ingen match utan Universidad Católica kvalificerade sig direkt.
| Plac. | Lag        | S | V | O | F | GM | IM | MSK | Poäng |
| ----- | ---------- | - | - | - | - | -- | -- | --- | ----- |
| 1     | Cobreloa   | 3 | 2 | 1 | 0 | 5  | 3  | 2   | 5     |
| 2     | Palestino  | 3 | 1 | 1 | 1 | 4  | 4  | 0   | 3     |
| 3     | Cobresal   | 3 | 0 | 2 | 1 | 3  | 4  | -1  | 2     |
| 4     | Huachipato | 3 | 1 | 0 | 2 | 2  | 3  | -1  | 2     |